# Arctia pelodes
Arctia pelodes là một loài bướm đêm thuộc phân họ Arctiinae, họ Erebidae.